# مسجد بایراکلی

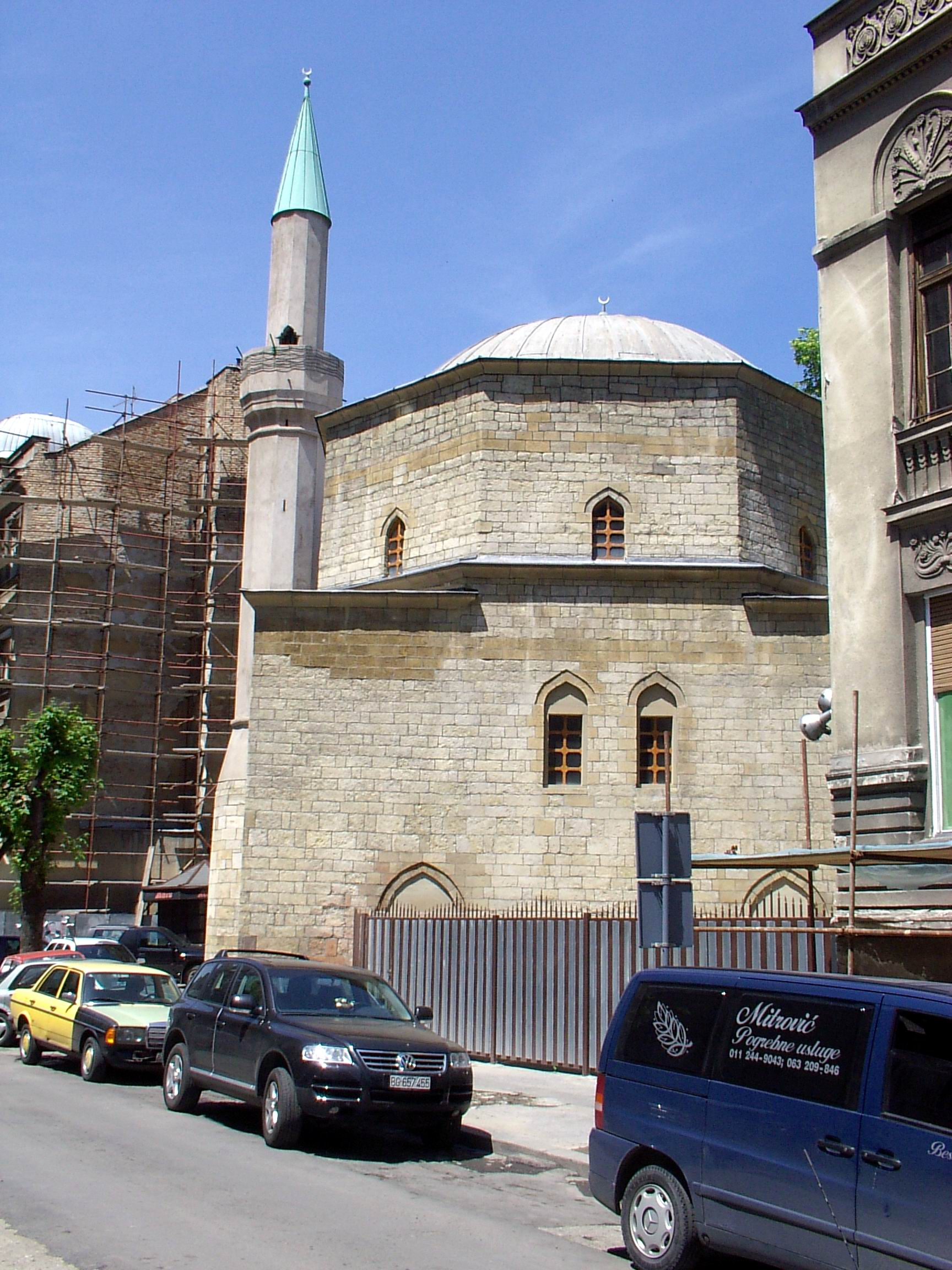
مسجد بایراکلی در بلگراد

مسجد بایراکلی (به صربی: Бајракли џамија، برگرفته از ترکیب ترکی «بَیرَقلی جامع»، به معنای «مسجد جامع بیرق‌دار») مسجدی در بلگراد در صربستان است که حدود ۱۵۷۵ (میلادی) ساخته شد.
این مسجد در ۱۸ مارس در آشوب‌های سال ۲۰۰۴ در کوزوو آتش گرفت، ولی بعدها بازسازی شد.